# Циклиняк Тарас Петрович
Тарас Петрович Циклиняк (псевдонім — Соломон Вайсберг; 6 березня 1988, м. Тернопіль, Україна) — український краєзнавець, екскурсовод, музикант (барабанник).

## Життєпис
Тарас Циклиняк народився 6 березня 1988 року в Тернополі. Навчався у школі № 12 та в Тернопільській філії Міжрегіональної академії управління персоналом (спеціальність «юрист»).
У 2008 році працював на тернопільському державному радіо «Лад».
Проживає в Петрикові.

### Громадська діяльність
Співавтор проектів:

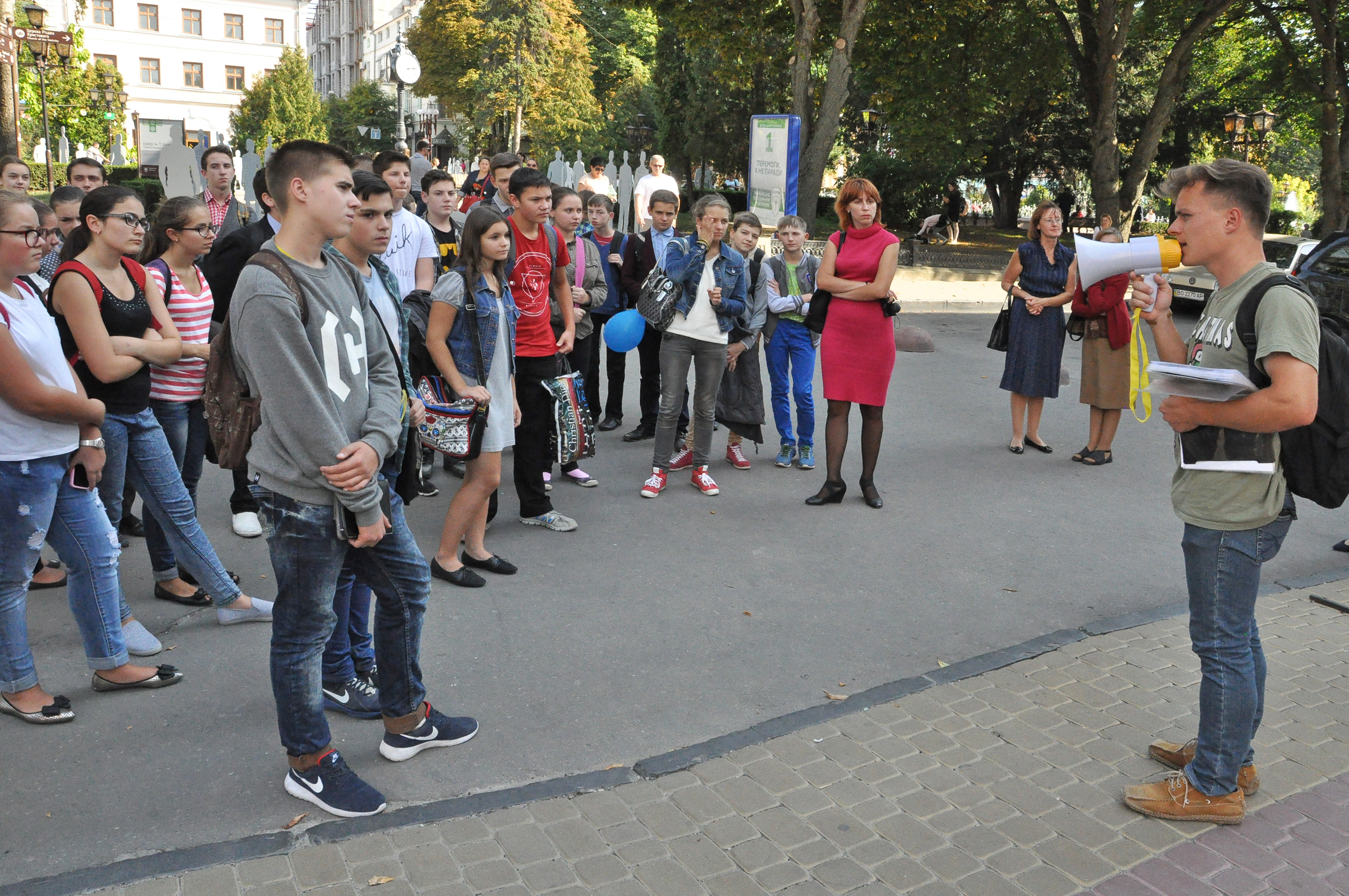
Тарас Циклиняк проводить екскурсію

- «Зникаюче місто» (серія порівняльних фото) 2015
- Відновлення годинника на Катедральному соборі УГКЦ в Тернополі (2015)
- Створення меморіальної дошки Митрополитові Андрею Шептицькому в Тернополі на вул. Коперника, 14 (2015)[3]
- Створення анотаційних дощок про зруйновані будівлі в Тернополі (2016)[4]
- Консультант проекту «Макет центральної частини Тернополя початку XX століття» (2015-2016)[5][6][7]
- Учасник проекту «Невідомий Тернопіль», серія безкоштовних тематичних ескурсій (2015)[8]
- Ініціатор встановлення у «Сквері імені Шевченка» навпроти ЦУМу бронзового макету парафіяльного костелу Матері Божої Неустанної Помочі.[9]

## Музична творчість
Барабанник гуртів «Вогні Цитаделі» (2004—2010) та «Сержант Блюз» (2010—2015).

## Доробок
- автор та засновник першого тернопільського неформального музичного форуму (2006; вже не діє)
- автор проекту «Мій давній Тарнополь» (2010)[10]
- автор відеоекскурсії до 100-річчя Тернопільського обласного краєзнавчого музею (2011)[11]
- автор туристичної ідеї та путівника «Тернопільська садиба»[12]

Автор документальних фільмів:
- «Мій давній Тарнополь» (2014)
- «Тарнополь — місто, якого нема» (2014)[13]
- «Стахо-вар'ят з Тарнополя» (2015)

Автор книги «Пацани повоєнних років. Дитинство Тернополя» (2019)
Автор сайтів:
- Арт-студія живописця Дмитра Мулярчука
- Клуб верхової їзди «Стара підкова»
- Національний заповідник «Замки Тернопілля»
- Тернопільський гурт «Сержант Блюз»

## Відзнаки
- Відзнака Тернопільської міської ради (2017)[14]